# Laguna Cimarrón
Laguna Cimarrón är en periodisk sjö i Guatemala.   Den ligger i departementet Departamento de Retalhuleu, i den sydvästra delen av landet, 130 km väster om huvudstaden Guatemala City. Laguna Cimarrón ligger 21 meter över havet. Omgivningarna runt Laguna Cimarrón är en mosaik av jordbruksmark och naturlig växtlighet.